# Protea pendula
Protea pendula (лат.) — кустарник, вид рода Протея (Protea) семейства Протейные (Proteaceae), эндемик Южной Африки.

## Таксономия
Вид Protea pendula был впервые описан Робертом Броуном в его трактате 1810 года On the natural order of plants called Proteaceae. Голотип представляет собой коллекцию высушенных образцов, собранную Фрэнсисом Массоном в начале 1770-х годов в неустановленном месте в Южной Африке. В гербарии Уильяма Форсайта, который сейчас хранится в гербарии Кью, есть изотип. Этот вид был снова собран в 1831 году Карлом Людвигом Филиппом Цейгером (вместе с Христианом Фридрихом Эклоном) в горах Витценберга к востоку от города Тульбах.

## Ботаническое описание
Protea pendula — прямостоячий куст высотой до 3 м. Молодые ветви слегка опушены, а со временем становятся гладкими. Листья сизые, с отчётливыми прожилками внизу 1,9—4,4 см в длину и примерно 0,5 см в ширину, узко-продолговатые, оканчиваются острой вершиной. Молодые листья покрыты очень коротким рыхлым опушением, но по мере взросления становятся гладкими.
Цветки распускаются на специализированном соцветии, цветочной головке или антодии. Цветочная головка сидячая, 3,8 см в длину и около 3,8 см в диаметре. Цветочные головки ниспадают, открываясь вниз. Это однодомное растение, представители обоих полов встречаются в каждом цветке. Соцветия образуются с поздней осени до зимы, в основном с мая по июнь, вплоть до августа. Соцветие окружено семью-восемью рядами обволакивающих прицветников. Наружные прицветники часто окрашены в тусклый, мучнисто-красный цвет, яйцевидные или субакуминатные (несколько заострённые), с тупой вершиной и покрыты шелковисто-опушёнными или войлочными волосками на нижней половине. Края их перепончатые и реснитчатые (опушены волосками). Внутренние прицветники длиннее настоящих цветков и имеют тупую форму, изогнутые на вершине, слегка вогнутые и покрытые мелкой опушкой с внешней стороны. Лепестки и чашелистики цветов срослись в 19-миллиметровую оболочку околоцветника.
Вид похож на Protea effusa, а также на P. sulphurea, от которых отличается более узкими листьями с более отчётливым жилкованием. Он также в некоторой степени похож на P. witzenbergiana, отличаясь тем, что у этого вида есть длинные листоподобные внешние прицветники.

### Галерея

Protea pendula: Общий вид и листья
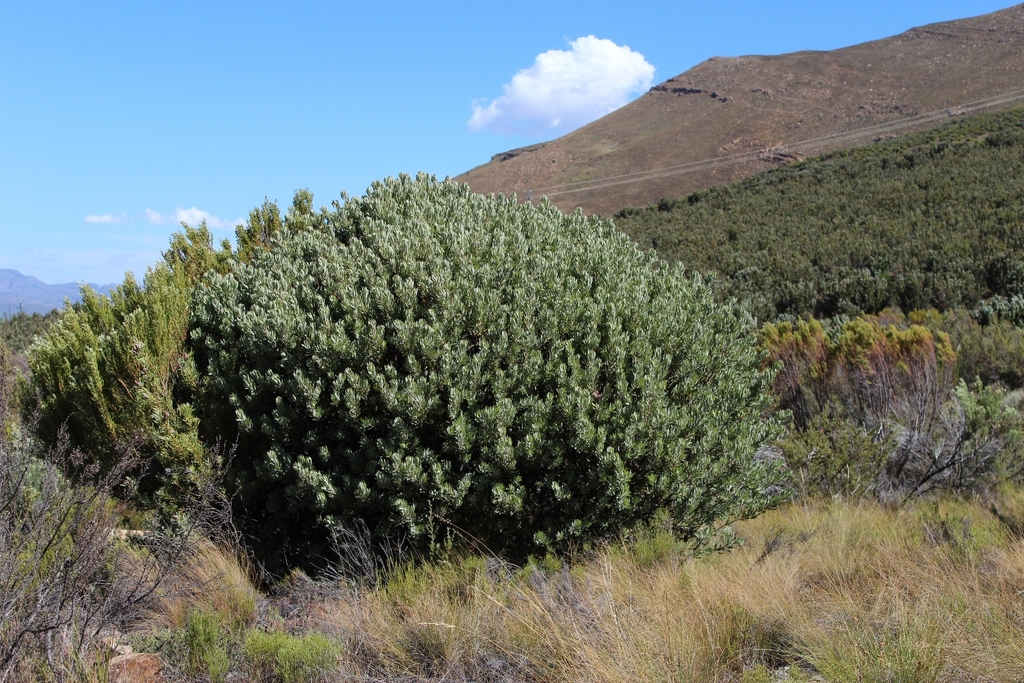
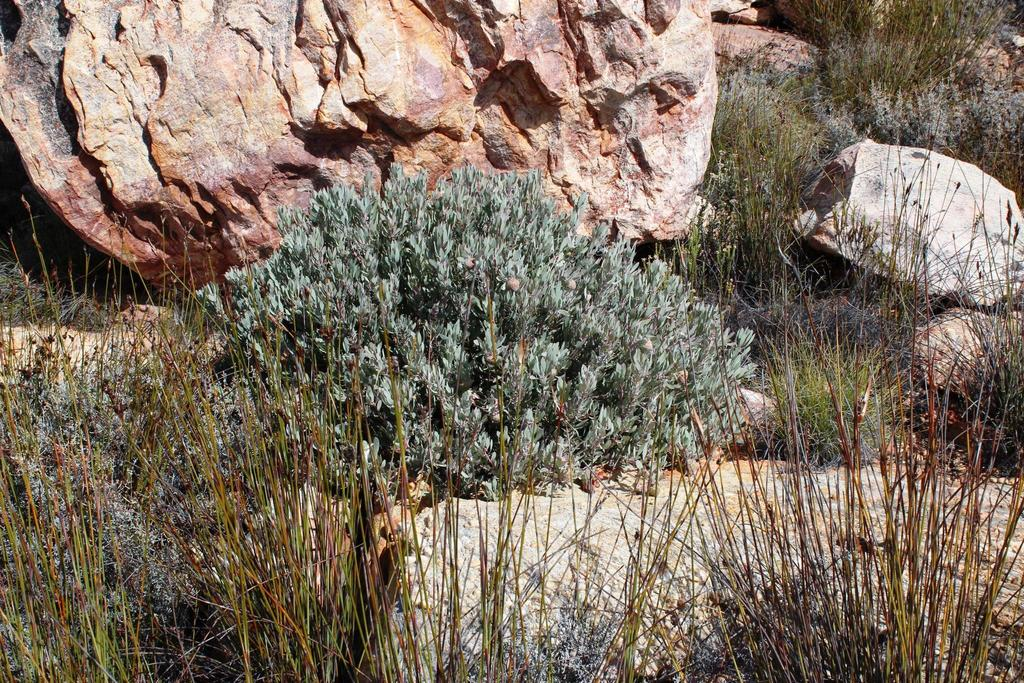
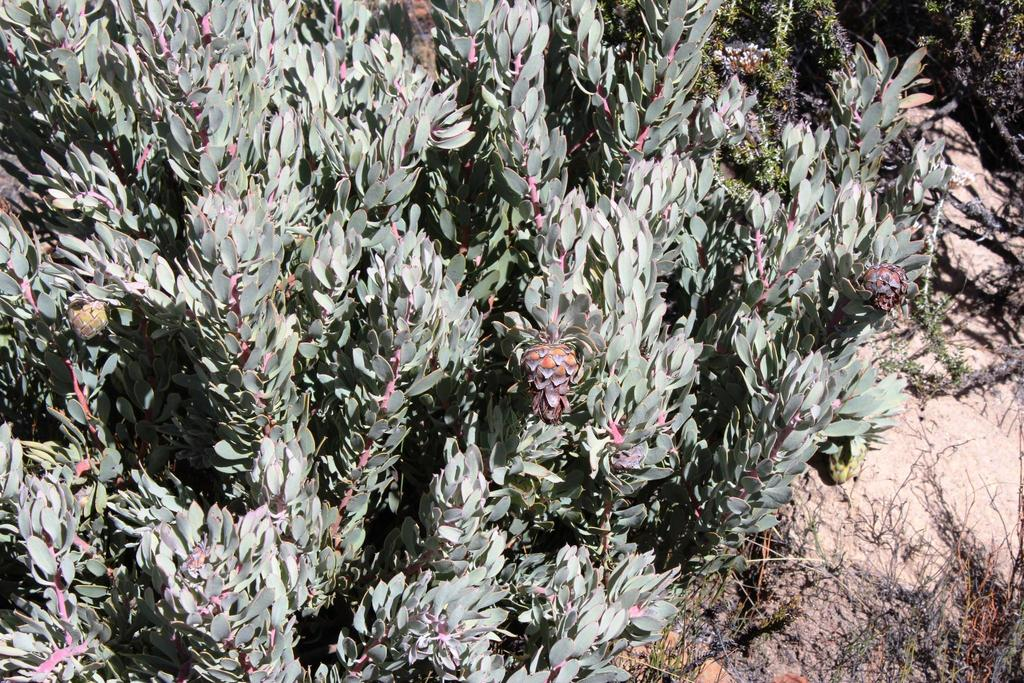
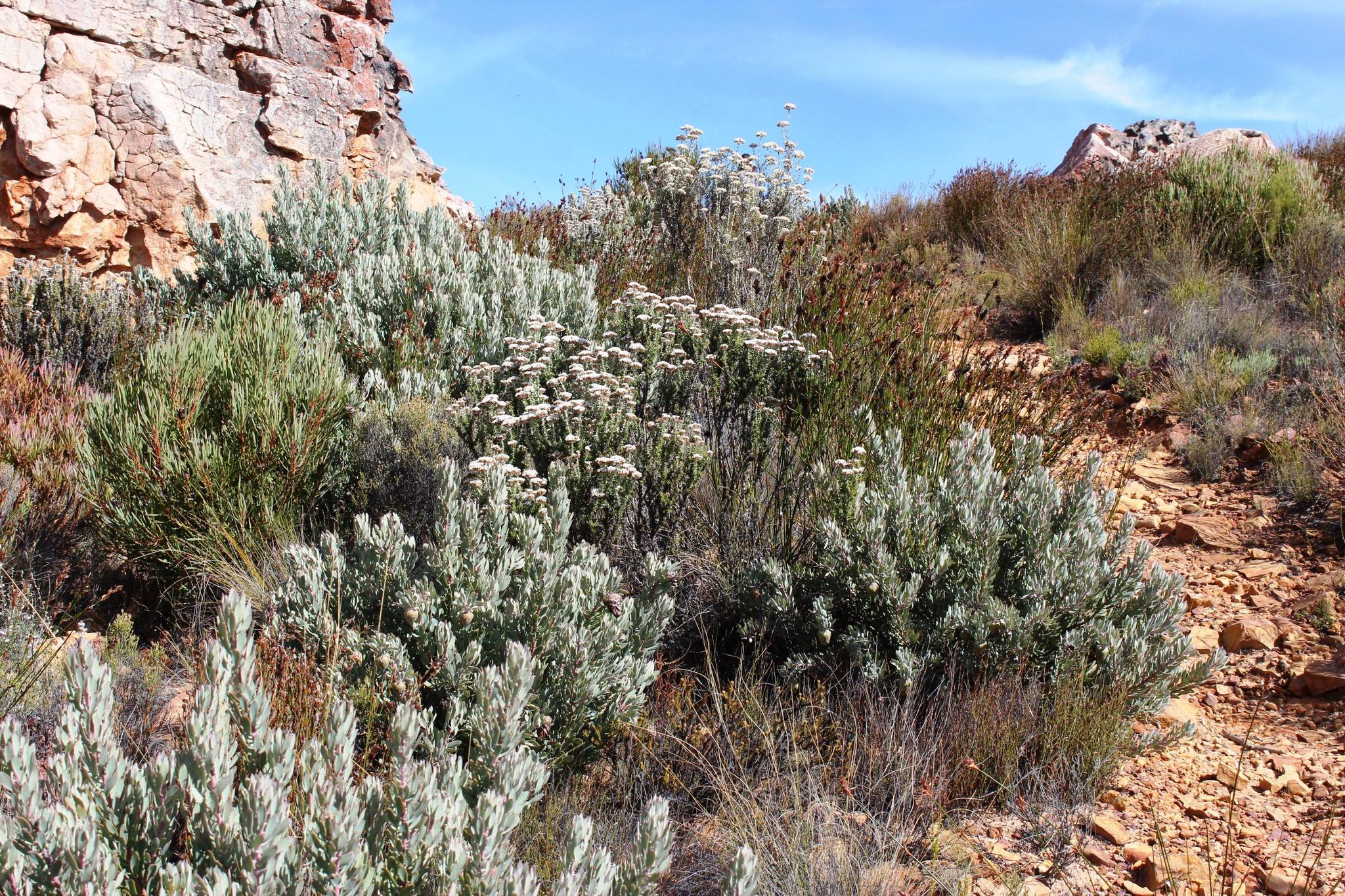
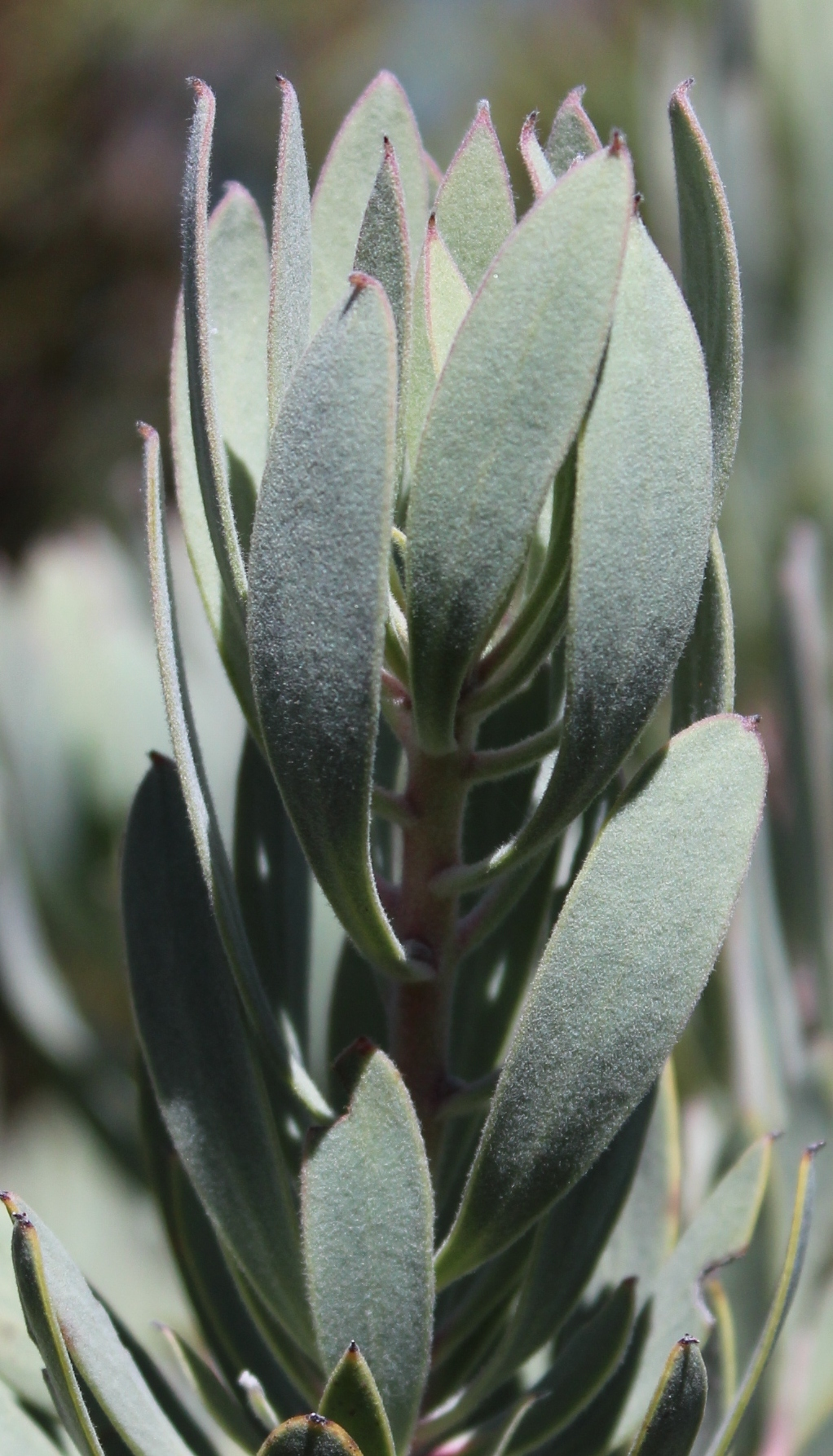

Protea pendula: Соцветия и семена
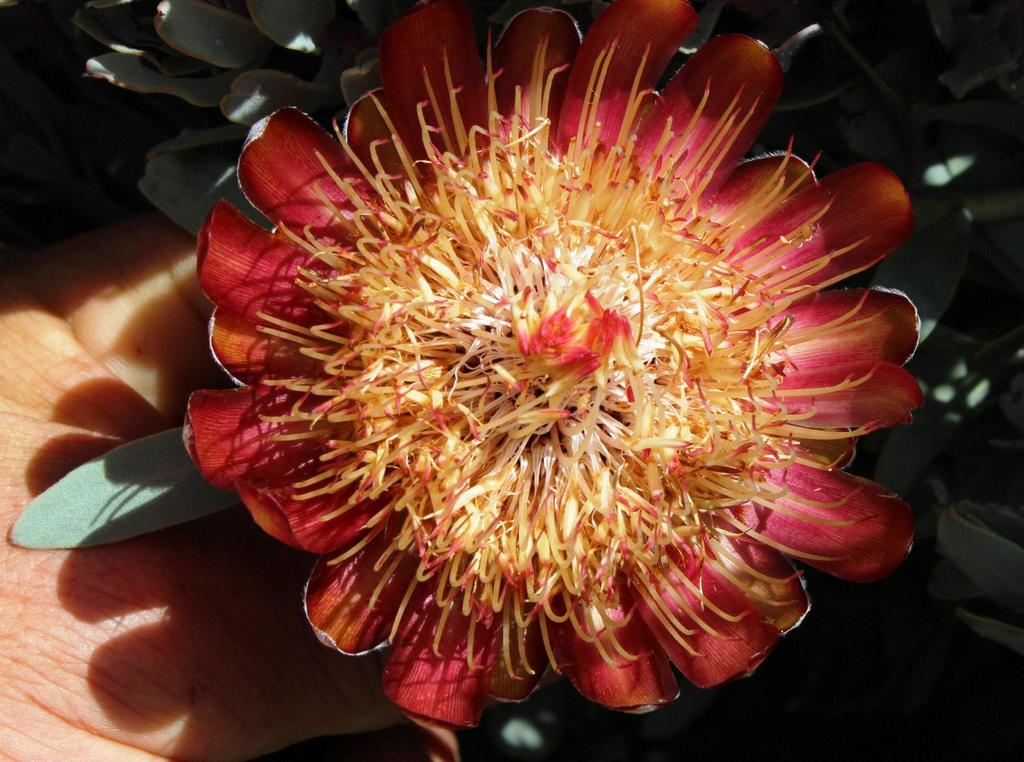
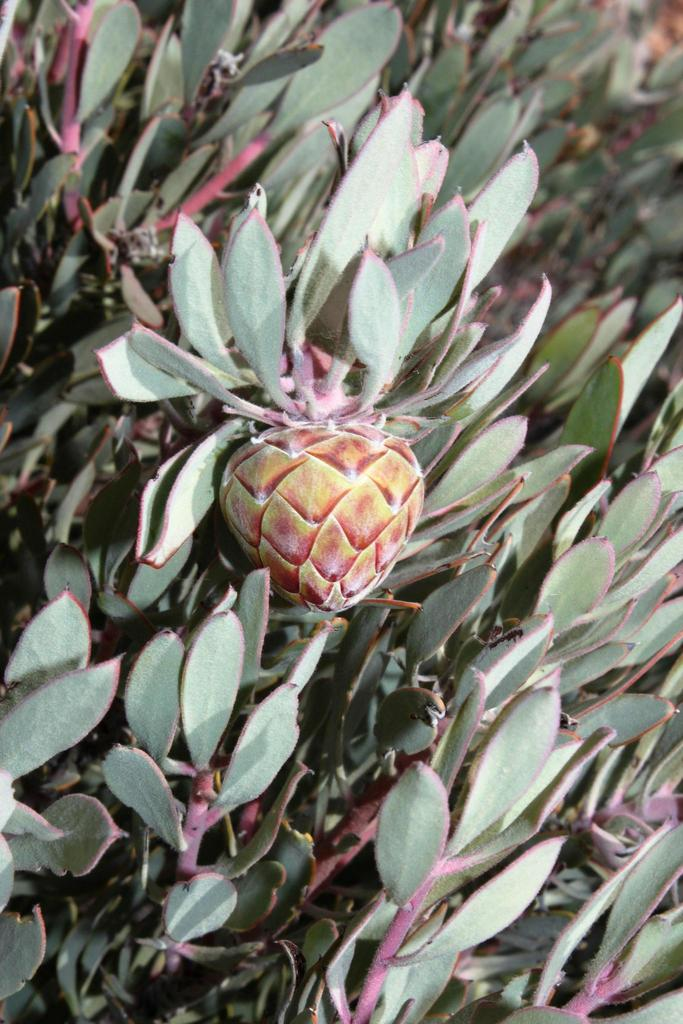
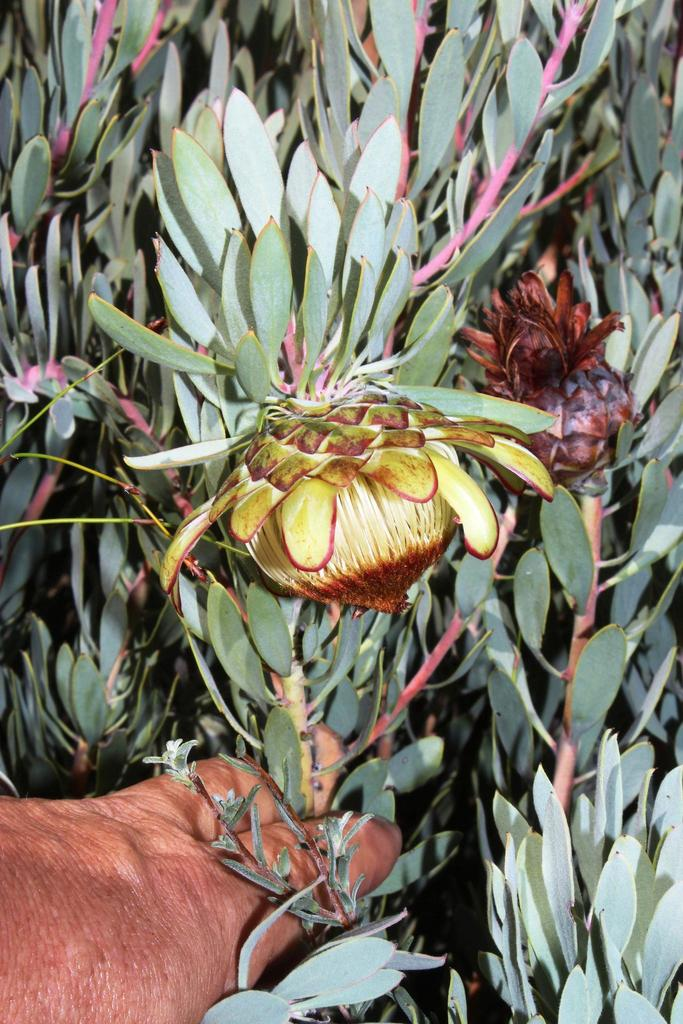
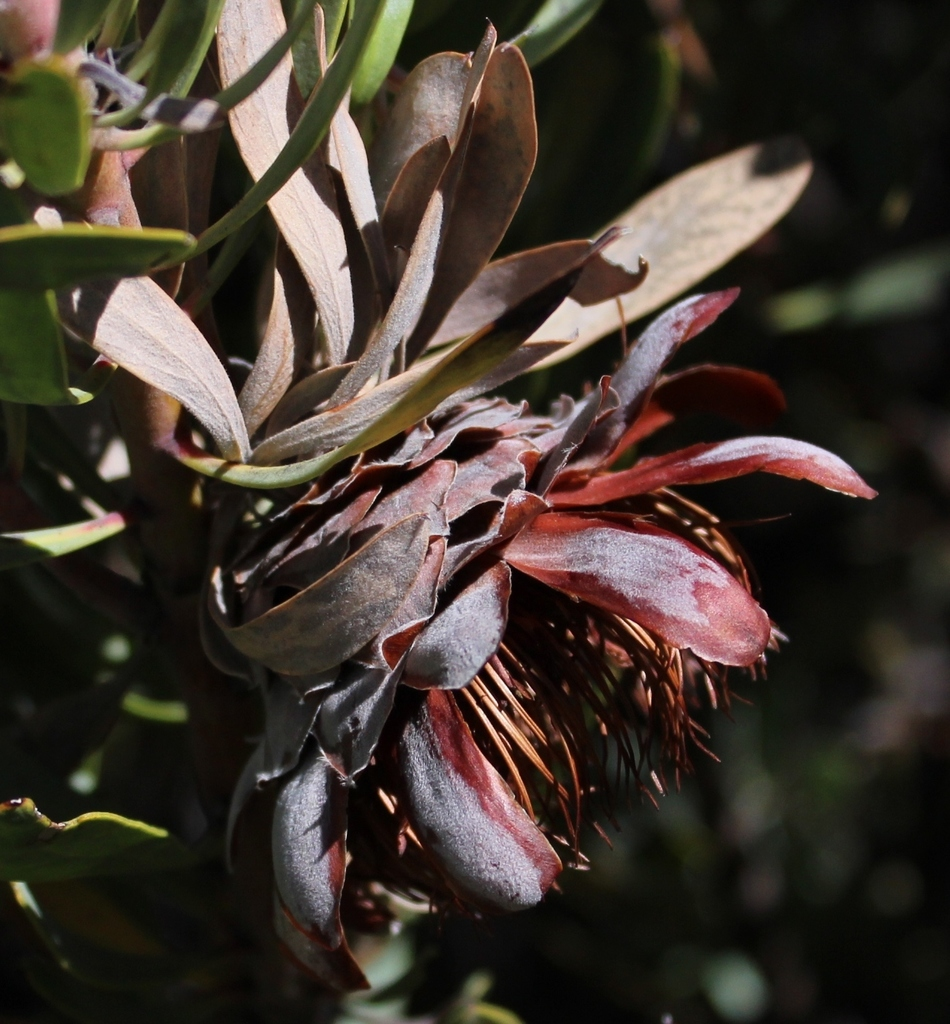
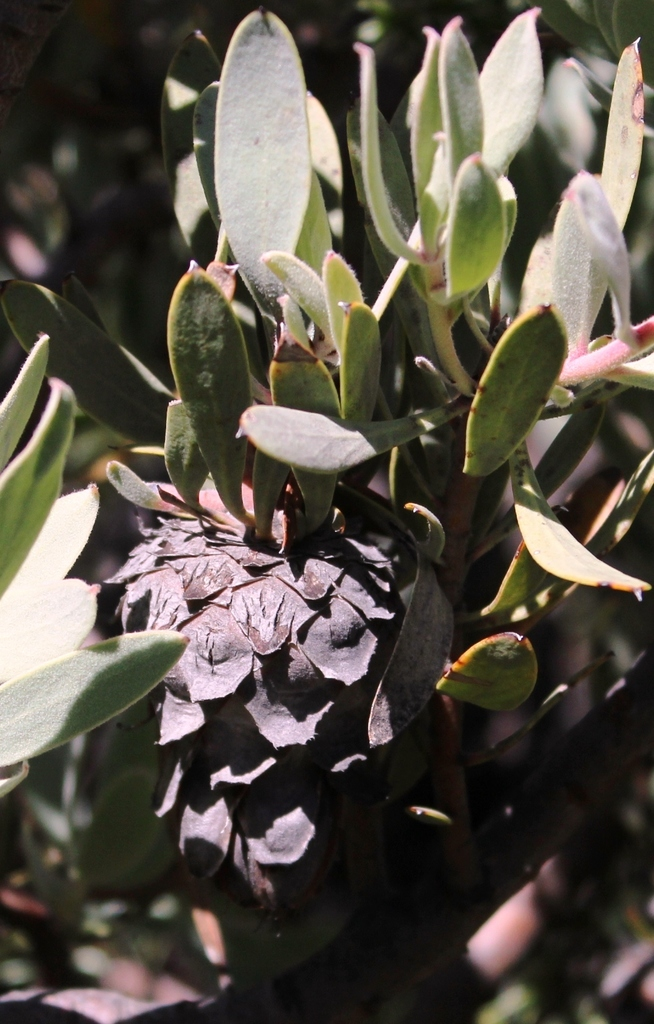
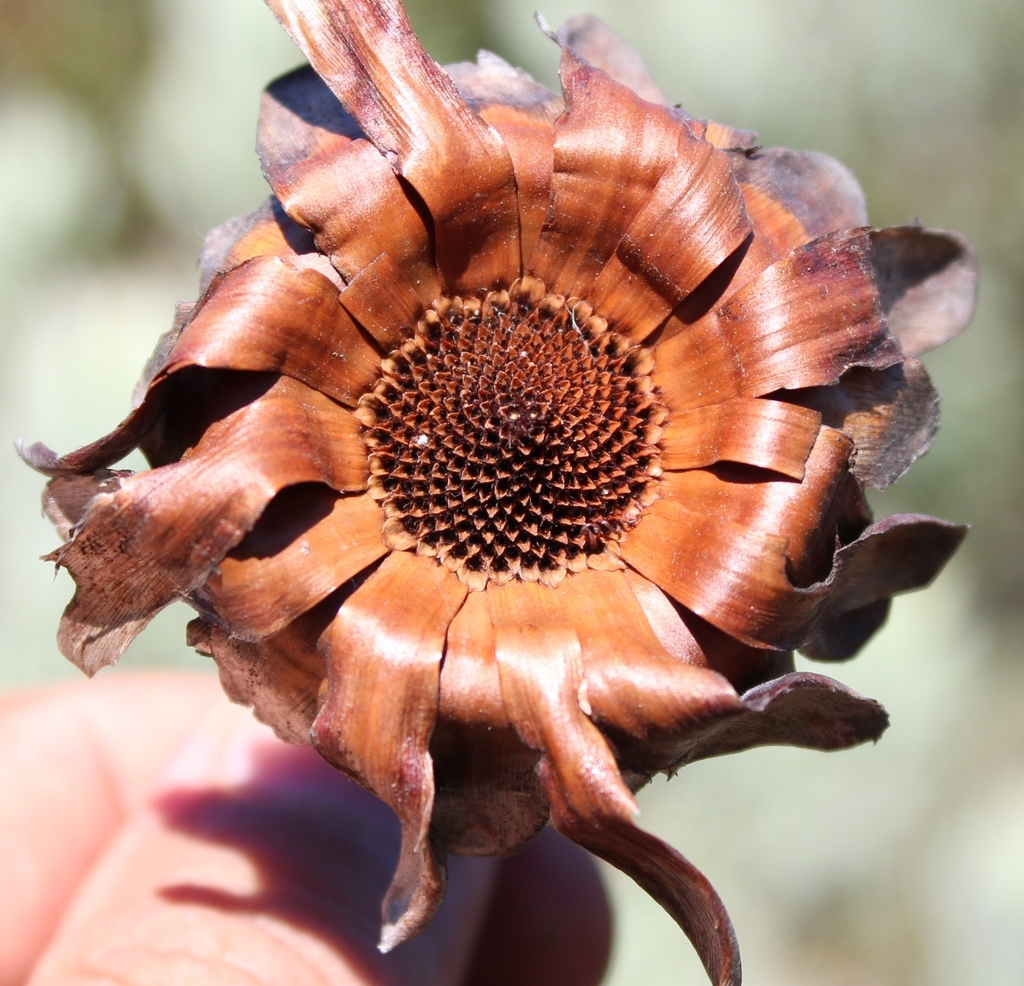

## Распространение и местообитание
Protea pendula — эндемик Западно-Капской провинции ЮАР. Встречается в изолированных, рассеянных популяциях от гор Седерберг, например, в Вольфберге, до гор Куэ-Боккевельд, например, в Вабумсберге. Растёт исключительно в финбоше на высоте от 1000 до 2000 м над уровнем моря в засушливых, каменистых местах и на краях скал или утёсов.

## Экология
Взрослые растения погибают в результате пожаров, но семена могут пережить пожар. Цветки опыляются птицами. Плоды многочисленны, они образуют основу засохшей, старой цветочной головки, которая остаётся прикрепленной к растению после старения. Семена сохраняются в плодах в течение нескольких лет, пока в конечном итоге не будут развеяны ветром.

## Охранный статус
Вид классифицируется как вызывающий наименьшие опасения. Численность популяции считается стабильной.